# SMOS
La misión SMOS, acrónimo inglés de Soil Moisture and Ocean Salinity satellite, al español "Satélite de Humedad terrestre y Salinidad en los Océanos" se creó para proveer, desde el espacio, datos más precisos sobre la humedad terrestre y la salinidad en nuestros océanos. El Soil Moisture and Ocean Salinity Satellite (SMOS) es una parte del Living Planet Programme de la ESA. Además, otro de los objetivos del satélite es facilitar una mejor predicción de condiciones climáticas extremas, registrando datos sobre la acumulación de hielo y nieve. El proyecto cuenta con instrumentos más modernos con la esperanza de recopilar información más precisa. El satélite se lanzó con éxito el 2 de noviembre de 2009.
Mediciones de carácter de la humedad del suelo terrestre y de la salinidad de los océanos son importantes para entender mejor el clima y los ciclos hidrológicos de la Tierra. Aún no existía un registro completo sobre la humedad terrestre y la salinidad de los océanos. Los satélites en órbita de la NASA han proporcionado información para los proyectos de modelos computacionales, como por ejemplo el GEWEX. La humedad terrestre se usa de forma regular en los modelos utilizados para pronosticar el tiempo. Además, la exactitud de la humedad terrestre puede ayudar a entender mejor el resultado de las cosechas en regiones geográficas más amplias Gracias a proyectos de este tipo se ha llegado a la conclusiónd e que la humedad terrestre fue uno de los prerrequisitos de la Gran Inundación de 1993 (Alto Misisipí, Bajo Misuri, y Alto del los Ríos Rojos).
El proyecto fue propuesto por CESBIO a la Earth Explore Opportunity Missions en noviembre de 1998. En 2004 el proyecto superó la fase "C/D" de la ESA. Después de varios retrasos, se anunció que el lanzamiento definitivo sería el 2 de noviembre de 2009 a las 01:50 UTC desde el Cosmódromo de Plesetsk en una lanzadera Rockot.

## Importancia y desarrollo
La humedad terrestre es un importante aspecto climático y por consiguiente de relevancia para el pronóstico del tiempo. Algunas plantas, como los árboles, transpiran agua desde profundidades superiores a un metro. Un satélite como el SMOS sólo puede averiguar el contenido de agua a pocos centímetros de profundidad, pero, sirviéndose de mediciones repetitivas a lo largo del día, se puede extrapolar el contenido de agua en la Tierra. Estos cálculos se basan en las diferencias de humedad desde el amanecer hasta la puesta de sol. Los investigadores del proyecto SMOS de la ESA esperan trabajar con agricultores repartidos por todo el mundo, incluyendo también científicos de la USDA en el Medio Oeste norteamericano con el propósito de usar esa región para calibrar las estimaciones de humedad terrestre. El objetivo de la misión SMOS es controlar la humedad de la superficie de la Tierra con una exactitud del 4% (at 35–50 km resolución óptica). Este aspecto es responsabilidad del proyecto HYDROS. El Proyecto Aquarius tratará de controlar la salinidad de la superficie del mar con una exactitud de 0.1 psu (a una media de entre 10-30 días y una resolución óptica de 200 km x 200 km).

## Instrumentos
La unidad SMOS contará con un instrumento capaz de medir tanto la humedad terrestre como la salinidad de los mares. Un nuevo instrumento, denominado MIRAS se ha desarrollado para este satélite. Este instrumento crea imágenes de radiación emitidas en la banda Banda L de microondas (1.4 GHz). MIRAS es un radiómetro interferométrico con una forma en 2-D. En primer lugar medirá los campos de temperatura de luminosidad a partir de entre 3 y 5 cm de humedad terrestres y la salinidad superficial del mar se establecerán como level 2 products.
Este dispositivo proporciona información sobre salinidad oceánica y humedad terrestre con una precisión capaz de detectar 0,1 gramos de sal en un litro de agua y hasta una cucharada de agua mezclada con un puñado de tierra. Es el primer artefacto de este tipo enviado al espacio y ha sido liderado por el consorcio español que dirige EADS/CASA. El MIRAS cuenta con 69 pequeñas antenas receptoras repartidas por tres brazos que se desplegarán una vez que el satélite esté en su órbita, para abarcar un diámetro de ocho metros.

## Plataforma y lanzamiento

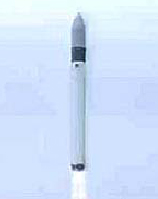
Rockot, el transportador del SMOS.

El satélite SMOS, tal y como se determinara en 2005, será transportando por Proteus (fabricado por CNES-Alcatel Space), una pequeña plataforma (1 m³). El Proteus se ha consolidado como un "autobús espacial" en muchas misiones. El satélite será lanzado a una órbita a una distancia de 763 km sobre la Tierra por medio del Rockot, un misil balístico intercontinental (ICBM) ruso del tipo SS-19 desde el Cosmódromo de Plesetsk, en el norte de Rusia. SMOS compartirá su viaje espacial con el satélite Proba-2, de carácter tecnológico.

## Operaciones y actividad en la Tierra
El Satellite Operations Ground Segment del CNES (Toulouse, Francia) operará la nave con telecomunicaciones de la base de banda S de la ESA (Kiruna, Suecia). El procesamiento de datos realizado en la Tierra, concretamente desde la estación de seguimiento de satélites de Villafranca del Castillo, España, procesará los datos SMOS (banda X). El procesamiento a alto de nivel de la información recopilada será realizado por científicos de forma global.